# Reinhard Scheer
Reinhard Scheer, nemški admiral, * 30. september 1863, Oberkirchen, Hessen, † 26. november 1928, Marktredwitz.

## Življenjepis
Rodil se je v Oberkirchenu, Hessnu. Bil je povprečne višine, s prodornimi očmi, črnimi brki in včasih s kozjo bradico. Lase je imel kratko pristrižene. Izhajal je iz srednjega razreda, kot so vsi drugi nemški častniki v takratnem času. Leta 1899 se je poročil z Emillie Mohr, ki pa jo je 9. oktobra 1920 v njihovem domu ubil vsiljivec. Imela sta hčer Marianne (rojeno 1902). Strogo disciplinirani Scheer je zaradi svojega resnega videza v mornarici dobil vzdevek »Človek v železni maski«.

## Zgodnja kariera
Kot mlad poročnik je dobil vzdevek »Bobschiess« zaradi podobnosti s svojim terierjem, ki ga je spodbujal, da grize njegove prijatelje. Kljub temu je bil opisan kot vesel, dovtipljiv, brez pretenzije in občudovan s strani svojih kolegov. Bil je odprt do pogovora z mlajšimi častniki, ampak vedno je pričakoval da se naloge izvajajo hitro in natančno. V nasprotnem primeru je pogosto vzkipel, opustil skrbno načrtovanje in naredil kaj popolnoma nepričakovanega. Kot Tirpitz je menil, da so bile nemške ladje bolje načrtovane od angleških in da je bila brez-rezervna podmorniška ofenziva povsem nepotrebna, saj so bile podmornice edino sredstvo za manjše nemške flote, da prevzamejo britansko Veliko floto. To je bil njegov pogled, da bi morala Globokomorska flota prevzeti aktivno ofenzivno vlogo in poskušati podbadati Britance v nespametno reakcijo.
V mornarico je vstopil 22. aprila 1879, star komaj 15 let, in se usposabljal na jadrnici SMS Niobe. Služil je na oklepni fregati SMS Friedrich Karl in oklepni korveti SMS Herta, na kateri je šel okoli sveta obiskat Avstralijo, Kitajsko in Japonsko. Dvakrat je služil z Nemško vzhodnim-afriškim križarskim eskadronom, kjer je spoznal poročnika Henninga von Holtzendorffa. Pozneje je služil na križarki SMS Prinzess Wilhelm, ki ji je poveljeval Holtzendorff. Med morskim ogledom so ga napotili na kopno, kjer je 4 leta študiral torpede. Temu je sledila napotitev na lahko križarko SMS Sophie, kjer je delal kot torpedovski častnik. Na kopno se je vrnil kot inštruktor na Torpednem raziskovalnem poveljstvu v Kielu.
Scheer je pritegnil pozornost admirala von Tirpitza in ga kmalu zamenjal na Mornariškem torpednem oddelku. Leta 1900 je postal poveljnik rušilnega eskadrona, kjer je napisal knjigo o torpedih, ki jih uporabljajo rušilci. Leta 1903 je postal načelnik centralnega urada za mornarico in sodeloval pri spremembah zakona o mornarici, ki je predvideval razširitev flote. Bil je spoštovan kot poznavalec za ladjedelska vprašanja znotraj ministrstva in ladjevja ter bil imenovan za direktorja torpednega inšpektorata. Leta 1905 je postal kapitan in leta 1907 prevzel poveljstvo nad bojno ladjo SMS Elssas. 1. decembra 1909 je postal načelnik osebja pri Holtzendorffu, ki pa je do sedaj postal načelnik Globokomorske flote. Leta 1910 je napredoval v kontraadmirala.
Leta 1911 se je vrnil na kopno in postal načelnik splošnega ladjedelskega oddelka, kjer je ponovno delal za Tirpitza. V januarju 1913 mu je bilo dano poveljstvo 2. bojnega eskadrona, ki pa je bil sestavljen iz šestih bojnih ladij. Decembra 1914 je bil prestavljen k 3. bojnem eskadronu, ki je vseboval moderne König in Kaiser razredne bojne ladje.

## Prva svetovna vojna
Viceadmiral Scheer je postal poveljnik Globokomorske flote januarja 1916, ko je Hugo von Pohl postal preveč bolan, da bi nadaljeval to vlogo. 30.maja je vodil ladjevje v bitki pri Jutlandiji. Čeprav ni premagal Britanske kraljeve mornarice se je uspešno izognil uničenju njegove flote, ki pa je bila že tako številčno uničena. So pa zato tudi njegove ladje povzročile hudo škodo nad britanci. Scheeru je cesar Viljem II. ponujal viteštvo za njegovo vodilno vlogo na Jutlandiji vendar je odklonil ponudbo. Njegov podrejeni, bavarec viceadmiral Franz Hipper, ki je vodil bojne ladje pa ni zavrnil ta ponudbe od svojega kralja Ludvika III. in je sčasoma postal Franz Ritter von Hipper. Po Jutlandiji Scheer ni več verjel, da bi lahko Globokomorska flota uničila Britansko kraljevo mornarico v bitki, zato je postal strog zagovornik podvodnega bojevanja proti Britaniji.
Scheer je 11. avgusta 1918 zamenjal von Holtzedorffa, prejšnjega načelnika mornariškega osebja, ko je slednje postal bolan s srčno boleznijo. Admiral Hipper pa je zamenjal Scheera kot prejšnjega poveljnika Globokomorske flote. Kljub stalnem slabšanju po vstopu Amerike v vojno je Scheer nemudoma pozval rušilni program, da bi zgradili 450 novih podmornic. Ameriški pritisk na Nemčijo, da konča potopitve zavezniškega ladijskega prometa, namesto posledic naloga cesarja, da naj bi se napadi nehali 20. Oktobra, so spodbudili Maxa von Badna, nedavno imenovanega za kanclerja, da se začne pogajati z Ameriko. Scheer je komentiral, da mornarica ne potrebuje premirja. 20. Oktobra je ukazal vrnitev podmornic v pristanišče, da sodelujejo v akciji proti vojaškim plovilom z Globokomorsko floto.
Scheer in mornariško osebje je določilo še zadnji poskus napad na britansko Veliko floto. Kakor v preteklosti je bil načrt omamiti britanske ladje naprej, ampak sedaj bi vse podmornice ležale in čakale na njih medtem ko ne glede na verjetnost, bi nemška flota pritegnila sovražnika od pobega nadrejenih sil. Cilj je bil da povzročijo kakršno koli morebitno škodo britanski mornarici preden bi premirje ustavilo vojno. Operacija je bila skrita pred kanclerjem in cesarjem, čeprav je kancler pozneje izjavil da bi to odobril. Napad je potekal 30. Oktobra z nemško-vojnim križarskim eskadronom z opustošenjem Temze in Globokomorsko floto z bombardiranjem Flandrije. Obe bi se nato združili v pričakovanju, da britanska Velika flota prihaja južno od Škotske. Upati je bilo, da lahko pomemben uspeh proti britanski floti pozitivno vpliva na mirovnih pogajanjih.
Novice o operaciji so se razširile preko flote in ni bila dobro sprejeta. Mornarji so začeli skakati iz bojnega eskadrona, ko je ta zapuščal pristanišče. Na SMS Markgraf je pomorščak zavriskal trikrat hura za ameriškega predsednika in bil podprt iz strani posadke. Hipper je bil dolžan opustiti načrt medtem, ko se je Wilhelmshavenska mutacija razširila preko flote in zagotovila revolucijo skozi Nemčijo.

## Povojni časi in smrt
Leta 1920 so bili Scheerovi spomini, Germany's High Seas Fleet in the World War prvič objavljeni v angleščini.
Leta 1928 je Scheer sprejel povabilo, da obišče starega nasprotnika v bitki pri Jutlandiji, admirala Johna Jellicoe-ja v Angliji. Vendar je tik pred potovanjem, umrl v Marktredwitzu. Pokopan je bil na pokopališču v Weimaru. Njegov nagrobnik nosi samo datum rojstva in besedo »Skagerrak« (nemško ime za bitko pri Jutlandu).
Težko križarko Admiral Scheer so prvič pognali v nacistični Nemčiji leta 1933 in je bila poimenovana po Reinhardu Scheeru. Na slovesnosti je bila tudi njegova hčer Marianne.